# Команда А
«Кома́нда „А“» (англ. The A-Team) — популярний американський комедійно-пригодницький телевізійний серіал. Уперше був показаний 23 січня 1983 року на каналі NBC.
Телесеріал з великим успіхом транслювався в різних країнах світу. Серіал тричі номінувався на премію Еммі за музику (1983, 1984, 1987), а в 1984 році здобув нагороду «Народний вибір» (англ. People's Choice Award), як найкраща нова програма на телебаченні. У тому ж 1984 році Містер Ті здобув премію «Нова зірка» за роль у серіалі. А в 1985 році телесеріал переміг у категорії «Найкращий екшн-сюжет» (нагородили каскадера), а також отримав Еммі за найкращу звукооператорську роботу. У 1986 році «Команду „А“» знову відзначили: приз за найкращий каскадерський трюк.

## Сюжет
Наприкінці своєї служби у В'єтнамі полковник Джон Сміт і його загін були обвинувачені в пограбуванні Ханойського банку. Це пограбування справді відбулося, але було зроблено за наказом їхнього командира, що загинув і не зміг захистити своїх підопічних. Суд присудив їх до тривалого ув'язнення у військовій в'язниці. Однак, на шляху до місця ув'язнення їм удалося втекти. Ховаючись від переслідування, вони почали працювати «солдатами удачі» і стали відомими не тільки в США, але й по усьому світі як «команда А».

## В ролях
- Джордж Пеппард — полковник Джон «Ганнібал» Сміт.
- Містер Ті — сержант Боско «Б. А.» Баракус
- Дірк Бенедикт — лейтенант Темплтон «Красень» Пек.
- Дуайт Шульц — капітан Мердок.
- Джон Ешлі — оповідач.
- Мелінда Кулеа (1983)
- Лана Кларксон

## Цікаві факти
- У телесеріалі «Команда А», попри його напіввійськову спрямованість і екшн-сюжет, не гине жодна людина (крім серій про повернення у В'єтнам). Цей факт відзначили багато кінокритиків, а сам фільм дозволили дивитися навіть дітям.
- У перших 2 серіях 1 сезону роль «Красеня» виконав актор Тім Дуніган. Але режисери вирішили, що він надто молодо виглядає для ролі, тож він його замінили на актора Дірка Бенедикта.